# Кунце, Густав
Густав Кунце (нем. Gustav Kunze; 4 октября 1793, Лейпциг, — 30 апреля 1851, там же) — немецкий ботаник, миколог, зоолог (энтомолог).
Профессор зоологии в Лейпцигском университете; с 1837 года — директор Ботанического сада в Лейпциге.
В честь Кунце назван эндемичный австралийский род кустарников из семейства миртовых: Kunzea Rchb. (1828) — Кунцея.

## Избранная библиография
- «Deutschlands Schwämme» — Лейпциг, 1816.
- «Mykologische Hefte» — Лейпциг, 1817—1823, с 4 табл.
- «Die Farrenkräuter in colorirten Abbildungen. Schkuhr’s Farrenkräuter» — Лейпциг, 1840—1851, 2 т., с 140 табл.
- «Schkuhr’s Riedgräser» — Лейпциг, 1840—1850, с 50 табл.